# كأس ديفيز 2002
كأس ديفيز 2002 هو الموسم 91 من  كأس ديفيز. أقيم خلال الفترة 8 فبراير 2002 وحتى 1 ديسمبر 2002، وفاز فيه منتخب روسيا لكأس ديفيز.